# Invasió francesa de Rússia
La invasió francesa de Rússia de 1812 (també coneguda com a Guerra Patriòtica de 1812, rus: Оте́чественная война́ 1812 го́да, transcrit Otétxestvennaia voinà 1812 goda, o Campanya de Rússia, en francès: Campagne de Russie) fou una campanya militar que va començar el 24 de juny del 1812, quan la Grande Armée de Napoleó Bonaparte travessà el riu Neman en un intent d'atrapar i derrotar l'exèrcit rus. Napoleó esperava compel·lir el tsar Alexandre I de Rússia perquè aturés el comerç amb els comerciants britànics a través d'apoderats, en un esforç per pressionar el Regne Unit per tal que demanés la pau. L'objectiu polític oficial de la campanya era alliberar Polònia de l'amenaça de Rússia. Napoleó va batejar la campanya com a Segona Guerra Polonesa per guanyar-se el favor dels polonesos i proporcionar un pretext polític per a les seves accions.
Fins a la presa de Moscou, enfront d'un Exèrcit Imperial Rus inferior en nombre al principi de la invasió, l’avantatge era tot per a les forces napoleòniques. Però el príncep rus i general en cap Mikhaïl Kutúzov, elevà la moral del seu exèrcit i l'encoratjà a dur a terme una contraofensiva, tot organitzant l'assetjament de la Grande Armée durant la retirada francesa. Fou així com les malalties, l'hivern, però també els soldats i la població russa, foren responsables de la desfeta de Napoleó a Rússia.
Les Guerres Napoleòniques van influir profundament en la cultura russa. La campanya de Rússia fou relatada per Lev Tolstoi en la seva famosa novel·la històrica Guerra i Pau així com evocada breument per Piotr Ilitx Txaikovski en la seva Obertura 1812. Durant la Segona Guerra Mundial, la invasió alemanya de la Unió Soviètica fou posada en paral·lel a la campanya de Rússia.
La reputació de Napoleó fou profundament sacsejada i l'hegemonia francesa a Europa fou dramàticament afeblida. La Grande Armée, formada per francesos i forces d'invasió aliades, va ser reduïda a una fracció de la seva força inicial. Aquests fets van provocar un canvi important en la política europea. Prússia, aliada de França, i ben aviat seguida per Àustria, va trencar la seva aliança amb França i llevà els campaments. Això va donar lloc a la Guerra de la Sisena Coalició.

## Causes
En el moment de la campanya, Napoleó estava al cim del seu regnat amb totes les nacions d'Europa continental sota el seu control (amb la notable excepció de la península Ibèrica) o sota el control de nacions vençudes pel seu imperi i que evolucionaven sota tractats favorables a França. Cap potència europea continental no gosava llavors alçar-se contra ell. El 1807, el Tractat de Tilsit regulà la pau entre l'Imperi Francès i Rússia. El tsar Alexandre esperava a través del general Caulaincourt un tractat que prohibís el restabliment de Polònia. Napoleó desautoritzà Caulaincourt i marcà llavors la ruptura de confiança amb Alexandre. Així, el tractat de pau amb Àustria del 1809 contingué una clàusula segons la qual s'annexionava el territori de Galítsia en benefici del Gran Ducat de Varsòvia. Rússia considerava aquesta clàusula com a lesiva per als seus interessos i Polònia com el punt de partida eventual d'una invasió del seu territori.
L'Imperi Rus, llavors dotat d'una indústria manufacturera feble, però rica en matèries primeres, patia d'un Bloqueig Continental que el privava d'una part del seu comerç, dels seus recursos i d'ingressos per adquirir béns manufacturats. L'aixecament del bloqueig per part de Rússia feu enfurismar Napoleó i el decidí a emprendre la via de la guerra. El seu matrimoni amb Maria Lluïsa d'Àustria, en el qual Alexandre refusà de participar, reforçà així el desafiament pel que fa a Rússia, atès que poc temps abans s'havia albirat un matrimoni, que hauria materialitzat l'aliança francorussa, amb la germana d'Alexandre, la princesa Caterina.

## La invasió

### Els exèrcits contendents

#### La Grande Armée
La Grande Armée estava formada per 450.000 homes, el que la convertia de fet en la força militar europea més gran mai aplegada. Al nord-est de l'actual Polònia, l'exèrcit franquejà el riu Neman el juny del 1812 i es dirigí vers Moscou.
A finals de juny, la Grande Armée és repartida de la següent manera, de nord a sud:
- El Mariscal de l'Imperi MacDonald amb el seu onzè cos d'exèrcit (uns 29.100 homes), inclòs el contingent prussià, a Tilsit. La missió d'aquesta força era prendre Rīga i dirigir-se vers Sant Petersburg.
- L'emperador Napoleó Bonaparte, amb la Guàrdia Imperial (~ 30.500), sota les ordres de Mortier, Lefevbre i Bessières, el primer cos d'Exèrcit (~ 66.000 h.) de Davout,[11] el 2n Cos d'Exèrcit (uns 40.000 h.) d'Oudinot, el 3r Cos d'Exèrcit (~ 37.800 h.) de Ney i la Reserva de Cavalleria (~ 20.800 h.) sota les ordres de Murat amb el 1r i 2n cossos de Reserva de Cavalleria de Nansouty i Montbrun; tots ells concentrats davant Kovno. Aquesta força central tenia com a objectiu atrapar i destruir el principal exèrcit rus (el 1r Exèrcit de l'Oest) comandat per Barclay de Tolly.
- Eugène amb el seu Cos d'Exèrcit (~ 45.000 h.), al voltant d'un terç d'italians), el 6è Cos d'Exèrcit (bavarès) (23.600 h.) de Gouvion-Saint-Cyr i el 3r cos de reserva de Cavalleria (~ 6.800 h.) de Grouchy; tot el conjunt estava concentrat al darrere i a la dreta de la força de Napoleó. Les ordres d'Eugène eren mantenir el contacte amb les unitats de més al sud i protegir la força principal contra un atac del 2n Exèrcit de l'Oest rus de Bagration.
- Jérôme amb el 6è Cos d'Exèrcit (polonès) (~ 34.600 h.) de Poniatowski, el 8è Cos d'Exèrcit (westfalià) (~ 16.700 h.) de Vandamme i el 4t Cos de Reserva de Cavalleria (la meitat del qual era polonès, un quart saxó i un quart westfalià) (~ 7.300 h.) de Latour-Maubourg; al llarg del Nemen i al sud-oest de Grodno. Se suposava que aquesta força havia de trobar-se amb el 2n Exèrcit de l'Oest rus de Bagration.
- Reynier amb el seu 7è Cos d'Exèrcit (saxó) (~ 18.500 h.) prop de Białystok. Aquest cos havia de mantenir la unió entre Jérôme i Schwarzenberg.
- Schwarzenberg amb el seu 12è Cos d'Exèrcit (austríac) (~ 32.900 h.) prop de Lublin. Se suposava que aquest cos havia de cobrir el sud de Polònia contra una invasió russa a partir d'Ucraïna (allà s'hi trobava el 3r Exèrcit de l'Oest (o d'Observació) rus de Tormàssov).
- A Prússia el 9è Cos d'Exèrcit (un terç polonès i un terç alemany) (~ 25.000 h. al 31 d'agost) de Victor i el 9è Cos d'Exèrcit (format abastament per unitats de dipòsit i de reserva) (~ 28.000 h. al 15 d'agost). Aquests dos cossos s'ocuparien de la guarnició de Prússia i Polònia i augmentarien la Grande Armée a Rússia si fos neessari.
- 1.200 peces d’artilleria.[12]
- Més de 180.000 cavalls (de cavalleria, d'artilleria, de tir).

A tot això cal afegir-hi 80.000 Guàrdies Nacionals, enrolats per conscripció per defensar la frontera imperial del Gran Ducat de Varsòvia. Comptant tots aquests, el nombre total d'efectius de la força imperial a la frontera russa i a Rússia atenyia al voltant de 771.500 homes. Aquest enorme desplegament de tropes penalitzà greument l'Imperi, en particular si hom té en compte els 300.000 francesos suplementaris que es batien a la península Ibèrica, i més de 200.000 homes a Alemanya i Itàlia.
El gruix de l'exèrcit estava format per 450.000 francesos. Els aliats de França formaven la resta. A més del cos d'exèrcit austríac destacat sota les ordres de Schwarzenberg, s'han de comptar al voltant de 95.000 polonesos, 90.000 alemanys, 24.000 bavaresos, 20.000 saxons, 20.000 prussians, 17.000 westfalians i alguns milers d'homes vinguts d'estats renans més petits), 25.000 italians, 12.000 suïssos, 4.800 espanyols, 3.500 croates i 2.000 portuguesos. A tots aquests s'uniren contingents neerlandesos i belgues. Cada nacionalitat del vast imperi napoleònic s'hi trobava representada.

#### L'Exèrcit Imperial Rus

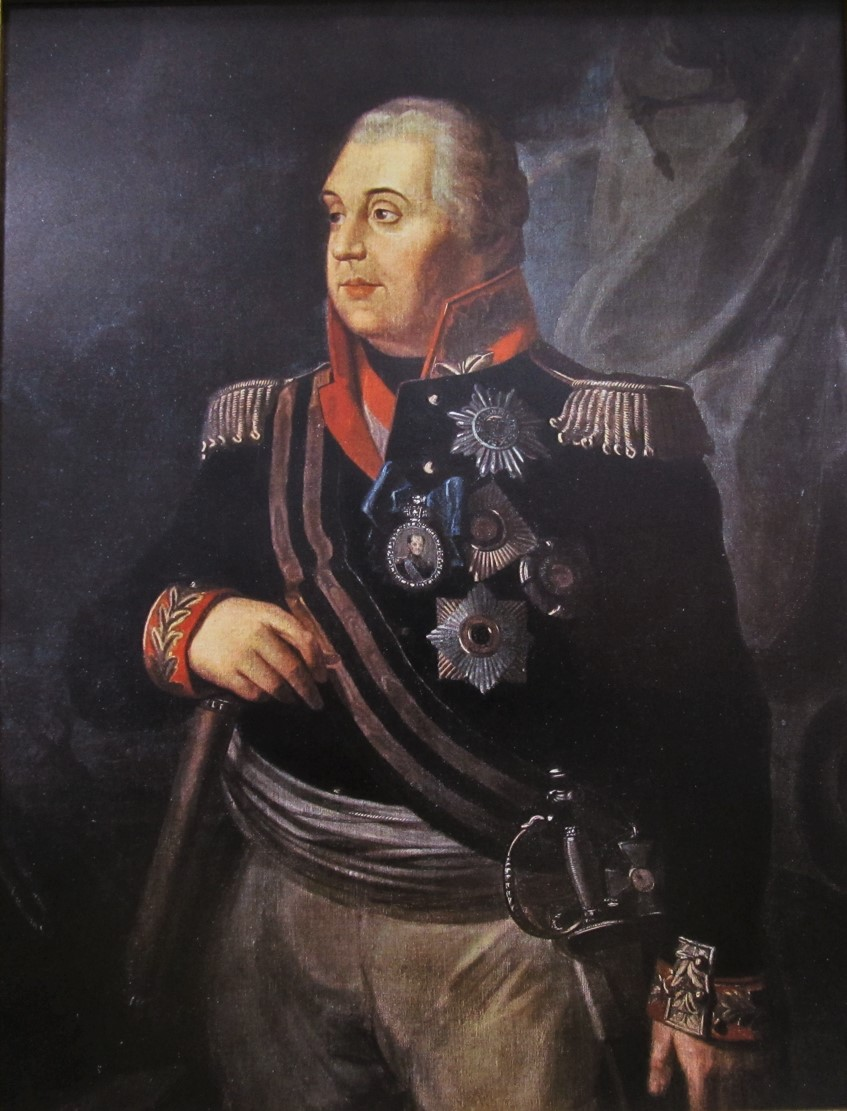
El príncep rus Mikhaïl Kutúzov, general en cap de l'Exèrcit Imperial Rus del tsar Alexandre I.

Si hom ha de fer cas de les estimacions més recents, l'Exèrcit Imperial Rus que li feia front era menys nombrós, almenys al principi de la campanya. Al voltant de 280.000 russos estaven desplegats a la frontera polonesa (preparats per a la prevista invasió de l'estat satèl·lit francès del Gran Ducat de Varsòvia). En total, l'exèrcit rus comptava amb uns 500.000 homes (algunes estimacions el rebaixen fins a 350.000, mentre que d'altres arriben fins a 710.000; un nombre al voltant de 400.000 sembla més creïble), al principi de la guerra. Aquests es repartien en tres exèrcits:
- El Primer Exèrcit de l'Oest (comandat pel general Mikhaïl Barclay de Tolly: sis cossos d'exèrcit d'infanteria, tres de cavalleria de reserva, divuit regiments de cosacs: uns 159.800 homes i 558 peces d’artilleria.[12]
- El Segon Exèrcit de l'Oest (comanat pel general Bagration): dos cossos d'exèrcit d'infanteria, un de cavalleria de reserva, nou regiments de cosacs del Don: 58200 homes i 168 peces d’artilleria.[12]

Dos cossos de reserva, un de 65.000 homes i un altre de 47.000 homes, donaven suport a aquests tres exèrcits. Segons aquestes xifres, l'exèrcit rus que feia front immediatament a Napoleó comptava amb uns 392.000 homes. A més, la pau estava assegurada amb Suècia i l'Imperi Otomà per Sant Petersburg, la qual alliberava més de 100.000 homes (del Cos de Finlàndia de Steinheil i de l'Exèrcit del Danubi de Txitxàgov). Es van fer diversos esforços per engrandir els exèrcits russos i, al setembre, els seus efectius van arribar a una xifra propera als 900.000 homes, sense comptar les unitats cosaques irregulars, que aportaven probablement 70.000 o 80.000 homes en total.

## La marxa sobre Moscou
El 22 de juny del 1812, Napoleó declara la guerra a Rússia, des del quarter general de Wilkowiski: comunica aquesta decisió als seus soldats:
| « | Soldats, la segona guerra de Polònia ha començat; la primera va acabar a Tilsitt. A Tilsitt, Rússia va jurar aliança eterna amb França i guerra a Anglaterra. Avui viola els seus juraments. Rússia és impulsada per la seva fatalitat; els seus destins han d'acomplir-se. Què es pensa que som uns degenerats ? Marxem doncs endavant; passem el Neman, portem la guerra al seu territori. La segona guerra de Polònia serà gloriosa per als exèrcits francesos com la primera. | » |

L'exèrcit imperial més formidable que Napoleó hagués mai format comptava amb 600.000 combatents i 2200 canons. Aquesta maquinària de guerra estava formada de fet per 370.000 francesos, 50.000 polonesos, 20.000 italians, 10.000 suïssos, 150.000 prussians, austríacs, bavaresos, saxons, badenesos, wurtembergesos, westfalians, holandesos, belgues, croates, espanyols i portuguesos. Aquesta xifra no té en compte els 150.000 que es van quedar aquarterats a França, els 50.000 homes acantonats a Itàlia, els 300.000 homes a Espanya i els 100.000 guàrdies nacionals.En aquesta època, l'Emperador dels francesos regnava, directament o mitjançant els seus aliats, sobre vuitanta-cinc milions cinc-cents mil europeus; les seves ordres s'executaven en un espai que comprenia 19 graus de latitud i 30 de longitud. Cap dels emperadors romans no tingué a la seva disposició forces tan extraordinàries.
Napoleó havia enviat una oferta final de pau Sant Petersburg poc abans d'iniciar les operacions. En no rebre resposta, va ordenar avançar a la Polònia russa.
El quarter general de l'exèrcit francès va passar el Neman, a tocar de Kaunas. L'exèrcit estava format per deu cossos, comandats pel mariscal Davout el primer, el segon pel mariscal Oudinot, el tercer per Ney, el quart, sota el nom d’exèrcit d'Itàlia, pel príncep Eugeni de Beauharnais, el cinquè per Poniatowski, el sisè per Gouvion-Saint-Cyr, el setè pel general Reynier, el vuitè pel general Vandamme, el novè, del qual només s'havien format els quadres dirigents, pel mariscal Victor, el desè pel mariscal Macdonald. La vella guàrdia estava comandada pel mariscal Lefebvre, la jove pel mariscal Mortier, la reserva de cavalleria per Murat. La cavalleria de la guàrdia Bessières actuava a part.
Un cos auxiliar de 30.000 austríacs marxava separadament. En aquest nombrós exèrcit, els francesos eren 270.000 combatents. L'exèrcit rus era fort, tant en infanteria com en cavalleria, de l'ordre de 360.000 homes, sense comptar dos cossos que es van formar, l'un a Lituània i l'altre a Riga.
El temps es deteriorà a partir del 24 de juny. Vuit dies de tempesta. Canícula. L'estat rus delmà la Grande Armée. Coberts de polls, els homes tenien fam. Els cavalls morien. Els pollosos morien de tifus i disenteria causada per les aigües contaminades. La disciplina es relaxà. Els cavalls rosegaven la palla de les barraques i l'escorça dels arbres. Una gran part de la cavalleria va haver de marxar a peu.
Les tropes franceses feren llur entrada a Wilna (Vílnius), antiga capital de Lituània. Els russos, en retirar-se, destruïren tot; calaren foc a immensos magatzems, quintars de farina, de farratges, de roba; llançaren al Vilnia una grand quantitat d’armes.
Al principi, la Grande Armée no va trobar cap resistència o ben poca, i avançà ràpidament en territori enemic. Els russos només oferiren resistència esporàdica i Barclay, el comandant en cap, refusà el combat malgrat les peticions de Bagration, coneixedor que no podia batre els francesos en una batalla convencional. Repetidament, va tractar d'establir una posició defensiva forta, però cada cop l'avanç francès, massa ràpid per permetre-li d'acabar els preparatius, el forçà a batre's en retirada. Això es considera sovint com un exemple de política de terra cremada: en realitat, la retirada russa no formava part d'un pla establert per atraure els francesos al bell mig de les terres russes on l'hivern i la manca de provisions suficients contribuirien a anihilar-los, sinó més aviat a la impossibilitat dels comandants russos de trobar un moment en què les condicions del combat els fossin favorables, per raó de la velocitat i potència de l'avanç francès.
El 14 de juliol, l'emperador Alexandre I es mostrà a Moscou per excitar el zel i el coratge dels seus habitants.
El 28 de juliol, els francesos entraren a Vítsiebsk. Els russos continuaven replegant-se. La Grande Armée els seguí sense trobar l'ocasió de combatre. Finalment, arribaren als murs de Smolensk, ciutat russa, envoltada de muralles de tres metres de gruix, flanquejada per torres. A aquestes impressionants fortificacions, s'hi acabaven d'afegir altres obres recents executades amb cura i ben mantingudes, Barclay de Tolly havia deixat a la plaça forta uns 30.000 homes, i es batia a ambdues ribes del Dnièper, mentre es comunicava amb la vila a través de ponts.
Les pressions polítiques sobre Barclay per començar la batalla i la constant reticència del general (vist per la població com un signe d'intransigència) li comportaren la pèrdua de la seva posició com a comandant en cap i fou reemplaçat pel popular i original Mikhaïl Kutúzov. Malgrat la seva retòrica oposada, seguí la via de Barclay, en veure tot seguit que fer front als francesos en una batalla convencional comportaria sacrificar inútilment el seu exèrcit. Aquest vell general, vencedor dels turcs, havia promès solemnement protegir Moscou, la ciutat santa, i anihilar l'exèrcit francès. En la seva proclama als soldats, va profetitzar la victòria: 
| « | Déu combatrà el seu enemic amb l'espasa de (Sant) Miquel, i abans que el sol de demà hagi desaparegut, vosaltres haureu escrit la vostra fe i la vostra fidelitat en els camps de la vostra pàtria amb la sang de l'agressor i de les seves legions. | » |

Al final va aconseguir establir una posició defensiva a Borodinó (després d'un enfrontament indecís a Smolensk del 16 al 18 d'agost).

## Fracàs estratègic versSant Petersburg

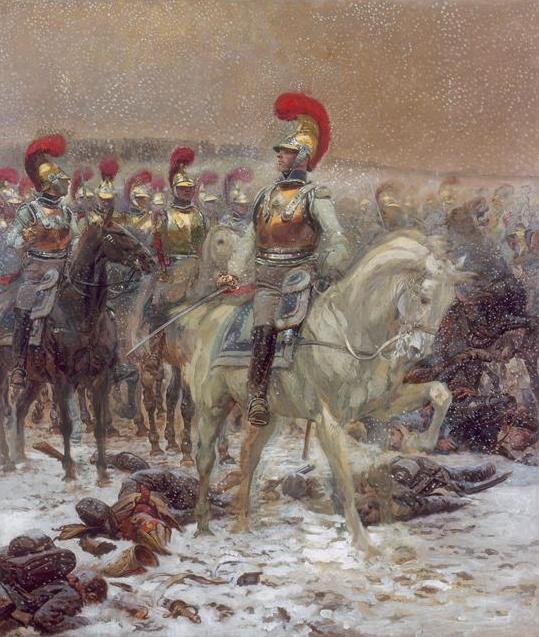
Un carrabiner francès a cavall durant la Campanya de Rússia.

Mentre que l'exèrcit principal s'enfonsava, al centre, en la immensa plana de Rússia en direcció de Moscou, al nord MacDonald fracassà amb el 10è Cos d'Exèrcit francoprussià a l'hora d'apoderar-se de Riga, assetjada en va. Llavors els Segon Cos d'Exèrcit d'Oudinot fou repel·lit per Wittgenstein dues vegades en direcció a la capital russa sobre el Nevà on es va refugiar Alexandre I: l'1 agost a Kliastitsi a la ruta entre Minsk i Pskov i el 18 d'agost a Polotsk, tot a menys de 300 km al sud de Sant Petersburg. D'ara endavant, el 2n Cos perdé tot caràcter ofensiu i rebé l'ordre d'atrinxerar-se al llarg del Dvinà Occidental.
Aquestes falles, si bé poden passar bastant desapercebudes i semblen poc decisives, van tenir conseqüències molts greus per a Napoleó:
- Aïllaren l'avanç de l'exèrcit principal en el camí vers Moscou; a partir d'ara en solitari, i encara de manera més temerària quan Schwarzenberg, que suposadament havia de protegir el seu flanc sud amb el 13è Cos austríac, es va guardar prou d'endinsar-se envers l'Est;
- Obligaren Napoleó a vigilar específicament el seu flanc nord per mantenir la seva rereguarda, missió que va confiar a Gouvion Saint-Cyr i que consistiria, d'ara endavant, a mantenir defensivament la línia sobre el riu Dvinà Occidental;
- Redreçaren i enfortiren la tenacitat moral dels russos, encara incapaços d'oposar-se directament a l'Emperador, però amb uns generals que sabien que eren més vulnerables, i que podien legítimament pensar que ja els tocaria el seu torn, tard o d'hora;
- Donaren un caràcter no concloent, o simplement tàctic, a les batalles de Smolensk i Moskvà / Borodinó, l'enemic rus, empès cap enrere cada vegada, no estava globalment desestabilitzat, ni era desestabilitzable en aquell precís instant;
- Contribuïren, sens dubte, a convertir en infructuoses les ofertes de pau de Napoleó. Un cop conquerida Moscou, Alexandre I no se sentia amenaçat en el seu palau a Sant Petersburg.

 
¿Què hauria passat si Oudinot, en lloc de deixar que es congelés el seu exèrcit a Polotsk, hagués empès Wittgenstein i hagués arribat al final d'agost a la vista del Nevà ?
D'altra banda, quan Napoleó es disposava a deixar Moscou, Wittgenstein que s'havia reforçat, enfonsava Saint-Cyr a Polotsk, i en creuar el Dvinà Occidental amenaçava la ruta principal de Moscou a Vílnius, la qual cosa feia encara més incerta la retirada de la Grande Armée.

## Batalla de Smolensk
El 17 d'agost del 1812, a l'una del migdia, Napoleó donà el senyal de l'atac. Els suburbis, atrinxerats i defensats per l'artilleria pesant, foren llevats; les avantmuralles i altres fortificacions que es trobaven a la vora del riu foren fulminades. Els russos, després d'esforços desesperats, calaren foc a la ciutat i l'abandonaren, però deixaren enrere immensos magatzems, 12.000 homes morts, ferits o presoners i 200 peces d'artilleria.
Després d'aquesta victòria, l'Emperador es llançà en persecució dels russos, als quals pressionà fortament fins a Valutino, altiplà sobre el qual llur rereguarda prengué posicions el 19 d'agost. Murat et Ney l’atacaren i el feren fugir després d'haver-li causat grans pèrdues.
Al mateix temps, i sobre diversos punts, hi hagué bastants combats on els exèrcits de l'Imperi conegueren diversa sort: el 6è Cos, comandat per Gouvion-Saint-Cyr, derrotà Wittgenstein en la primera batalla de Polotsk, li causà 2.000 morts, en ferí 4.000, li feu un gran nombre de presoners, entre els quals tres generals, i s'apoderà de 20 peces d'artilleria, però Wittgenstein organitzà un contraatac i Gouvion-Saint-Cyr fou obligat a retirar-se.
Després de Valutino, mentre perseguia l'enemic, la Grande Armée arribà al Gjat, on li fou permès de prendre's alguns dies de repòs i de preparar-se per a la gran batalla que l’Emperador considerava imminent.

## Batalla de Borodinó

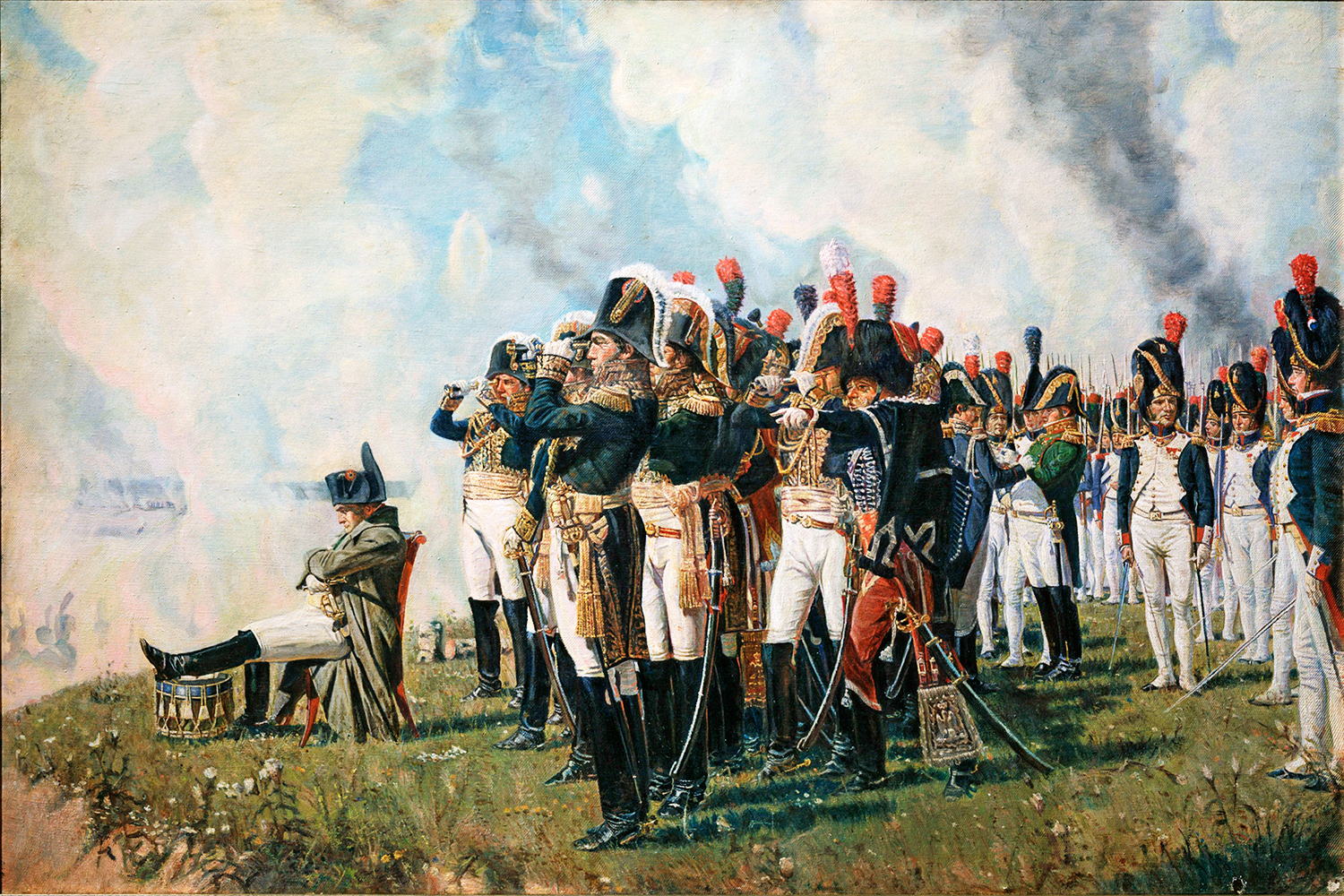
L'emperador Napoleó I i els seus mariscals a la batalla de Borodinó (o batalla de la Moskowa)

Fou el 7 de setembre del 1812 que es va lliurar la batalla anomenada, pels francesos, de la Moskova, i pels russos de Borodinó, perquè l'acció va tenir lloc sobre l'altiplà que domina aquesta vila.
Napoleó arengà així les seves tropes: 
| « | Soldats ! heus ací la batalla que tant heu desitjat. D'ara endavant la victòria depèn de vosaltres; i ens és necessària, ens donarà abundància, bons quarters d'hivern i un prompte retorn a la pàtria. Conduïu-vos com a Austerlitz, a Friedland, i que la posteritat més endarrerida citi amb orgull la vostra conducta en aquesta jornada; que hom digui de vosaltres: “Era en aquesta batalla lliurada sota els murs de Moscou.” | » |

La vetlla i durant la nit va ploure. A les cinc del matí, el sol s'alçà sense núvols: «Soldats! — cridà Napoleó — heus ací el sol d’Austerlitz!»Aquesta expressió passà de fila en fila i amarà les tropes d'ardor i d'esperança.
Els dos exèrcits comptaven cadascun amb 120.000-130.000 homes. Una canonada dels francesos fou el senyal, i l'acció s'endegà a tota la línia. Després de quatre hores de combats obstinats, durant els quals vomitaren foc 1200 canons, tres reductes foren eliminats per l'acció de príncep Eugeni, els mariscals Davout i Ney. Totes les bateries russes foren successivament assaltades i eliminades. El més formidable dels seus reductes fou superat pels cuirassers francesos.
Després d'haver destruït per la metralla la major part de les fortificacions que resistien a la seva entrada Napoleó feu maniobrar el 8è Cos i tota la dreta per eludir l'última posició dels russos. Ordenà a la guàrdia i a tota la cavalleria que donés suport a aquest moviment. Eugeni estava fent front a la Kalogha, i des d'aquest moment el resultat de la batalla era cert. En caure la tarda, l'exèrcit rus es retirà en bon ordre a Mojaïsk, i deixà al camp de batalla 45.000 homes fora de combat, inclosos 25 generals i 15 peces d'artilleria. Les pèrdues dels francesos s'estimaren en 28.000 homes morts o ferits, inclosos 49 generals.
S'estima que es van disparar 120.000 canonades durant la batalla. Napoleó restà al camp de batalla, donant ordres per fer transportar els ferits, tant russos com francesos, als hospitals establerts sobre les línies de retirada.

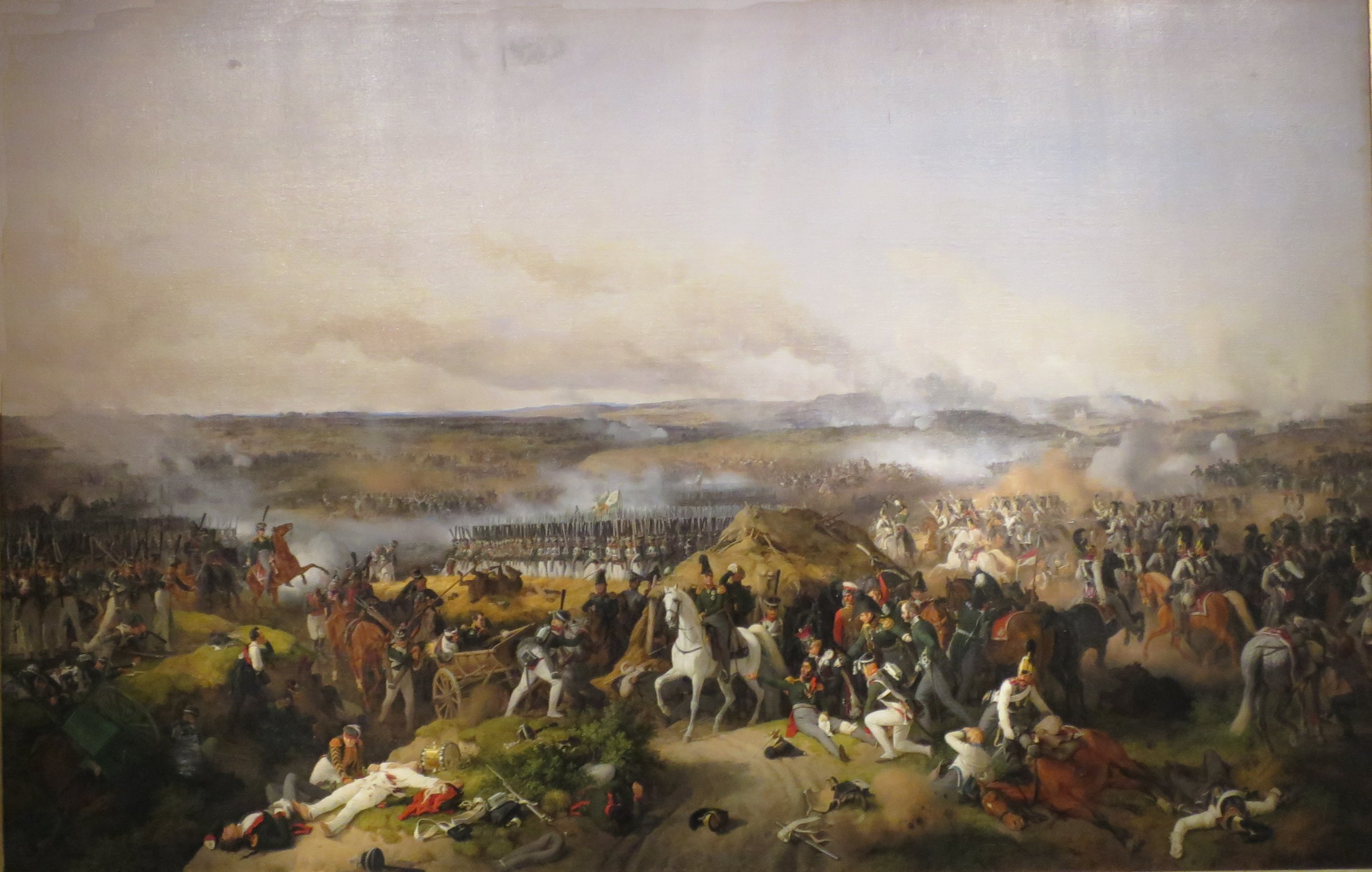
La batalle de Borodinó de Peter von Hess

Fou també una de les jornades més sagnants de les guerres napoleòniques. L'exèrcit rus es retirà el 8 de setembre amb la meitat de les seves forces, i deixà oberta la ruta de Moscou, que Kutúzov ordenà evacuar.
El victoriós exèrcit francès es llançà en persecució dels russos. Napoleó desplaçà el seu quarter general a Mojaïsk, vila situada a vint-i-sis llegües a l'oest de Moscou, que els russos van incendiar i abandonar.
A partir d'allà, els russos aplegaren llur exèrcit, que atenyé el seu nombre màxim d'efectius, o sigui 904.000 homes amb potser 100.000 homes del veïnatge immediat de Moscou (els supervivents de l'exèrcit destruït a Borodinó, reforçat en part). La capacitat dels russos per renovar ràpidament llurs efectius fou un avantatge decisiu al final de la campanya.

## Incendi de Moscou
El 14 de setembre (a les dues de la tarda), l’Emperador feu la seva entrada a l'antiga capital de Moscòvia, amb la seva guàrdia i el primer cos d'exèrcit. Napoleó entrà a una ciutat deserta, buidada de qualsevol mena de provisions pel seu governador, Fiódor Rostoptxín, pare de la cèlebre comtessa de Ségur.
L'endemà s'establí al Kremlin, palau dels tsars, situat al bell mig de la ciutat. El mariscal Mortier fou nomenat governador d'aquesta capital, amb l'ordre d'emplear tots els mitjans per impedir el pillatge. Es va donar assistència als ferits russos que desbordaven els hospitals, així com als moscovites que no van voler seguir l'exèrcit de Kuzútov.

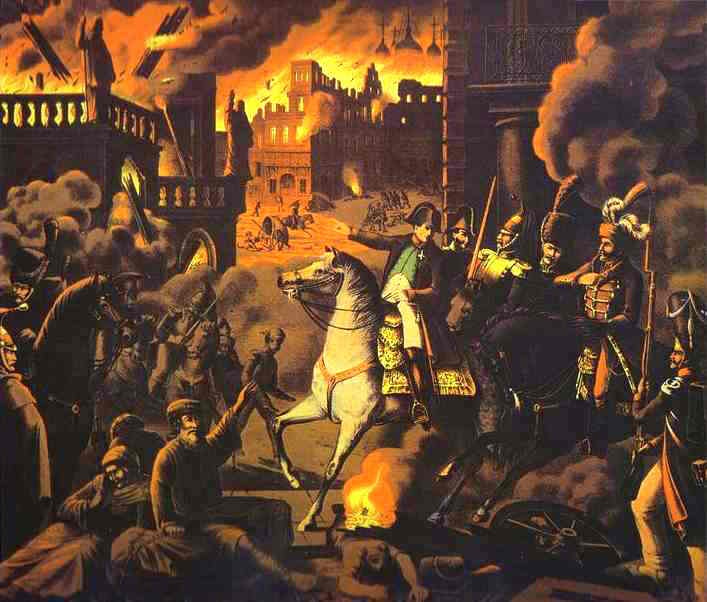
Els francesos a Moscou

Prenent com a referència les regles clàssiques de la guerra quan es pren una capital (fins i tot si es té en compte que en aquella època Sant Petersburg era la capital), pensava que el tsar Alexandre I li oferiria la seva capitulació al mont Poklónnaia, però el comandament rus no es va rendir. Es va acordar un armistici amb els russos, i Napoleó, al bell mig dels seus triomfs, va proposar la pau a Alexandre: rebé respostes evasives que, nogensmenys, feien esperar que l'acord estava al caure. Però Napoleó i Alexandre no volien altra cosa que guanyar temps, Napoleó per completar el seu exèrcit, i Alexandre perquè estava convençut que el gran fred que s'aproximava obligaria els francesos a evacuar l'Imperi. Els esdeveniments justificaren llurs previsions.
Van començar dos focs a Moscou, i destruïren la ciutat del 14 al 18 de setembre del calendari gregorià (2 al 6 de setembre del calendari julià). Moscou, construïda bàsicament amb fusta, cremà gairebé del tot, la qual cosa privà els francesos de llocs on posar-se a raser dins de la ciutat.
Sobre les causes de l'incendi circulen diverses versions:.
- Incendi intencionat quan els russos marxaven de la ciutat (usualment associat amb el nom del governador general de Moscou Rostoptxín;
- Espies incendiaris russos (els francesos van afusellar diversos russos per aquests càrrecs) i criminals alliberats intencionalment de la presó de Moscou per Rostoptxin[20];
- Accions incontrolades dels ocupants podrien haver causat accidentalment el foc, l'extensió del qual es veié afavorida pel caos general en la ciutat abandonada.

Les lesions pel foc foren escasses, per la qual cosa és possible que una via o l'altra siguin la versió correcta.
L'incendi es va perllongar fins al 18 de setembre i destruí gran part de Moscou. De les 30.000 llars que hi havia a Moscou abans de la invasió, després que Napoleó marxés de la ciutat només en quedaven «5000 amb prou feines».

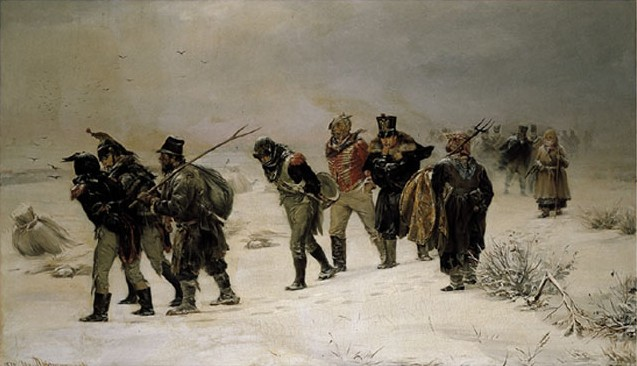
En 1812, per Il·larion Priànixnikov

Napoleó digué més tard que si hagués pogut sortir de Moscou dues setmanes abans, podria haver destruït l'exèrcit de Kutúzov que acampava a prop, a Tarutino. Tot i que això no hauria estat suficient per deixar Rússia indefensa, li hauria privat del seu únic exèrcit concentrat capaç de fer front als francesos.

## Retirada

### Batalla de Tarutino
El 18 d'octubre Napoleó començà la retirada. Assegut en una ciutat en ruïnes, sense haver rebut la capitulació de Rússia, i davant d'una maniobra de Rússia que l'obligava a sortir de Moscou, Napoleó va començar la seva llarga retirada.
Napoleó abandona Moscou el 19 i dona l'ordre a Mortier d'abandonar el Kremlin el 23, després d'haver-lo fet saltar pels aires, i va recomanar sobretot de no deixar enrere ferits o malalts. En la seva marxa de tornada, l'exèrcit fou fortament assetjat per l'enemic; regularment esclataven escaramusses.

### Batalla de Maloiaroslàvets

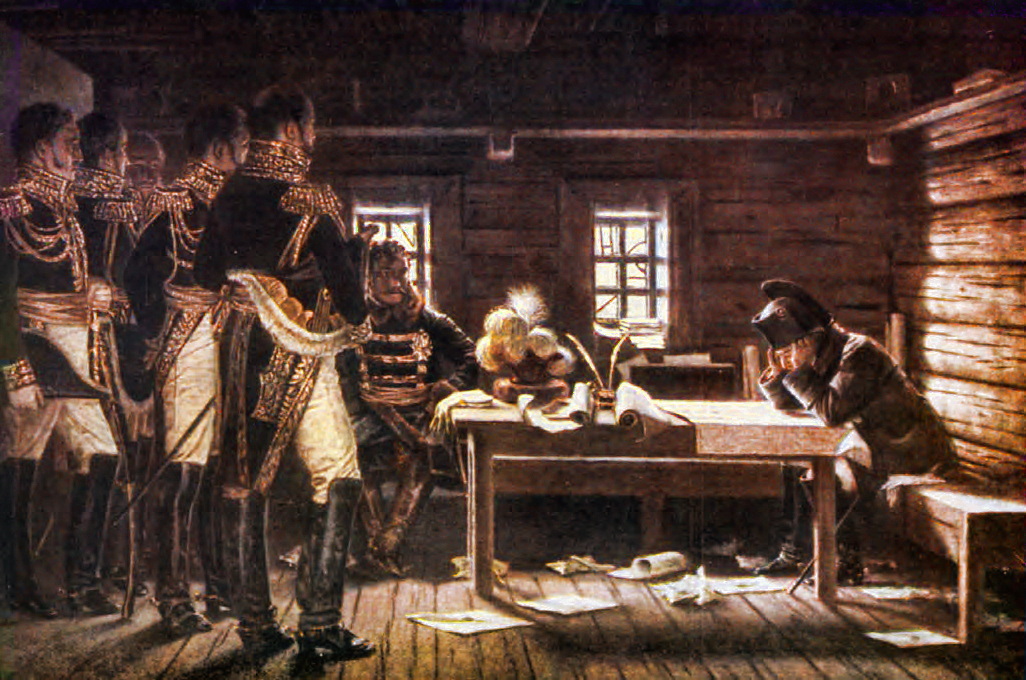
Napoleó i els seus mariscals discutint la manera de redreçar la situació durant la retirada.

A la batalla de Maloiaroslàvets, Kutúzov pogué enfonsar l'exèrcit francès a la mateixa ruta devastada que havien pres a l'anada. En continuar bloquejant el flanc sud per impedir als francesos de prendre una altra ruta, Kutúzov desplegà de nou la mateixa tàctica dels partisans per atacar constantment el comboi dels francesos allà on era més vulnerable. La cavalleria lleugera russa, i especialment els cosacs montats, atacà i destruí les unitats franceses isolades.
L'aprovisionament de l'exèrcit esdevingué impossible: la manca total d'herba comestible afeblia els cavalls, gairebé tots moriren o foren sacrificats per alimentar els soldats famolencs. Sense cavalls, la cavalleria francesa va deixar d'existir, i els cavallers hagueren de caminar. A més, la manca de cavalls feia que els canons i carros haguessin de ser abandonats, la qual cosa privava l'exèrcit de la seva artilleria i de suport logístic. Tot i que l'exèrcit va ser capaç de reemplaçar ràpidament la seva artilleria el 1813, la manca de carros creà un enorme problema logístic fins al final de la guerra, quan milers dels millors carros militars es quedaren a Rússia. Com la fam, les malalties i el fred extrem s'imposaven i les desercions s'estenien. La majoria dels desertors van ser capturats pels camperols russos.

## El «general Hivern»

L'emperador Napoleó I i la seva Grande Armée destruïda pel fred a la batalla del Berézina

A partir de novembre de 1812, l'hivern rus causà nous turments a l'exèrcit francès: soldats i cavalls començaren a morir de fam, de fred i de fatiga durant la marxa.
El 7 de novembre, quan arribaren a Smolensk, va començar el fred intens de l'hivern rus; el termòmetre descendí fins als -22 °C i el sòl es cobrí de neu. Els cavalls no equipats amb ferradures per al gel morien per milers al campament i aviat els homes patiren la mateixa sort. Alguns soldats i oficial, com el general Sołtyk, descrigueren escenes de canibalisme. No obstant això, gràcies a les mesures preses per Napoleó, l'exèrcit encara avançava. La valentia dels soldats semblava augmentar amb l'extensió de les privacions i perills
Per sota de 13 °C l'estany blanc es transforma lentament a estany gris, d'estructura diamant, és la forma al·lotròpica alfa. Aquesta transformació i el seu canvi en la densitat que l'acompanya afecten la resistència mecànica del material. Per sota de -50 °C, la transformació és ràpida i l'estany es converteix en pols d'estany. És l'anomenada "pesta de l'estany". S'ha argumentat per alguns historiadors que el canvi de forma al·lotròpica de l'estany podria tenir un paper en la derrota de Napoleó I a Rússia. Exposats a la molt baixa temperatura ambient de la campanya de Rússia,, els botons d'estany dels uniformes dels soldats esdevenen trencadissos per la transformació en estany gris, la qual cosa pot causar una certa molèstia. Tanmateix, aquesta afirmació és discutible, atès que la transformació de l'estany necessita força temps.
En arribar a Orxa, Napoleó, sense prendre's un moment de repòs, s'ocupà de restablir l'ordre que els combats i les inclemències de l'hivern havien pertorbat. Feu distribuir queviures armes i municions, i feu llegir, en els cossos d'exèrcit, un ordre del dia que els recordava els seus deures, comprometia els soldats amb la participació dels soldats per marxar en el cos, i amenaçava amb castigar els que s'obstinessin a romandre aïllats. Les desitjos de Napoleó es van complir, els oficials i els soldats van tornar a les seves files, i amb ells, l'ordre i la disciplina. Finalment, l'exèrcit, avançant a marxes forçades, va arribar el 25 de novembre al Berézina, on Napoleó feu bastir ponts, dels quals en supervisà la construcció.

### Batalla del Berézina
La travessa del riu Berézina comportà una victòria tàctica per a Napoleó quan Kutúzov, en pensar que havia arribat el moment d'una batalla campal, atacà la part de l'exèrcit francès que s'havia quedat en el costat dolent del riu. Els russos van ser rebutjats, i tots els homes d'armes francesos pogueren creuar els ponts. Només quedaren a l'altra banda els malalts, els ferits i els desertors; i també, fins i tot, aquells que, per abatiment i desesperació, es negaren a creuar els ponts durant la nit abans de la batalla i que després s'apilonaren en una gernació indescriptible al darrer moment (d'aquí l'expressió proverbial francesa : « c’est la Bérézina » com a sinònim de fracàs total, derrota coent o situació extremadament desagradable. Alguns s'ofegaren al riu, tractant de creuar a peu, car l'espessor del glaç no era suficient per suportar llur pes.
A principis de desembre de 1812, Napoleó es va assabentar que el general Malet havia intentat un cop d'estat.
Abans d'arribar a Vilnius, a Smorgònia, el 5 de desembre, Napoleó va celebrar un gran consell de guerra, donà les seves instruccions i el comandament de les tropes a Murat, i se'n va anar a París. Napoleó va abandonar el seu exèrcit i va tornar en trineu. Murat després va desertar per salvar el seu Regne de Nàpols, i deixà el virrei d'Itàlia i ex gendre de Napoleó, Eugène de Beauharnais, al comandament.
Durant les setmanes següents, les restes de la Grande Armée es reduïren de nou, i el 14 de desembre de 1812 van ser expulsats de Rússia.

## Pèrdues humanes
Les darreres investigacions serioses sobre les pèrdues de la campanya de Rússia han estat realitzades per Thierry Lentz. En el bàndol francès, el balanç gira al voltant dels 200.000 (la meitat en combat i la resta de fred, de fam o de malaltia) i de 150.000 a 190.000 presoners caiguts en les mans de Kutúzov. Per la resta, 130.000 soldats abandonaren la Grande Armée en el transcurs de la seva marxa sobre Moscou i prop de 60.000 es refugiaren a les cases de pagesos, nobles i burgesos russos. Finalment, menys de 30.000 soldats travessaren de nou el Nemen amb Murat. En el bàndol rus, les recents publicacions d'Oleg Sokolov tendeixen a establir les pèrdues en 300.000 morts, dels quals 175.000 en combat, la qual cosa és molt important, però, segons Thierry Lentz, inverificable en l'estat dels estudis disponibles. Finalment, malgrat els actes de generositat d'ambdós bàndols, els presoners que caieren ens mans dels francesos o dels russos foren globalment maltractats.
Després de la caiguda de Napoleó, la repatriació demanada per Lluís XVIII dels francesos que restaven a Rússia fou globalment un fracàs, atès que els candidats a retorn foren poc nombrosos. Diversos milers de francesos s'arrelaren al país dels tsars. El 1837, 3.200 vivien a Moscou, per exemple. Entre els que es quedaren a Rússia, el soldat de la Grande Armée Jean-Baptiste Savin, convertit en Mikhaïl Andréievitx Savie, moriria a Saràtov el 1894 a l'edat de 123 anys. · 

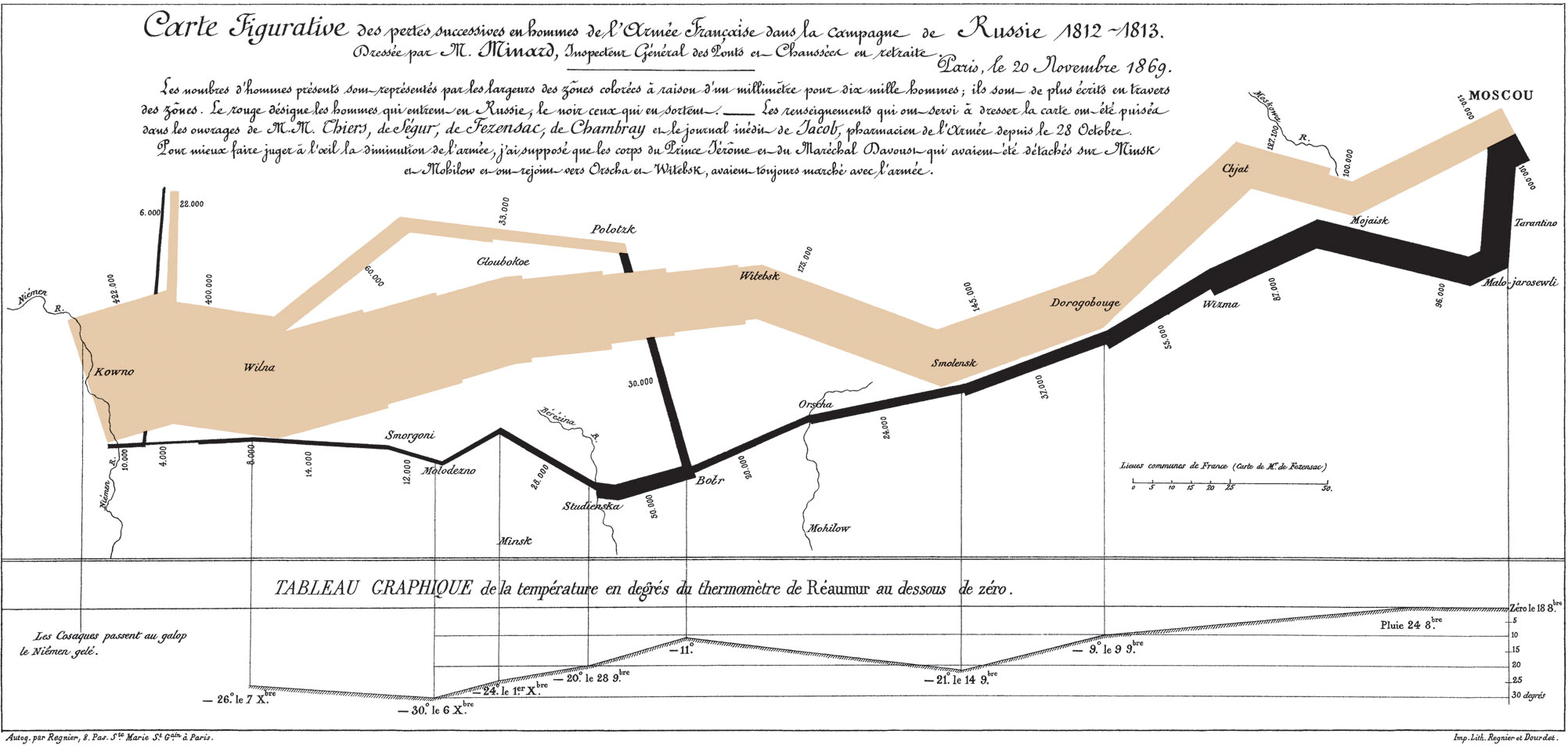
Una gràfica de Charles Minard mostra la mida de la Grande Armée a l'anada i a la tornada de Moscou, pel gruix de la línia. Assota, en funció de la temperatura en graus Reaumur (1 °R = 1,25 ° C), es llegeix de dreta a esquerra

.

### Raons de la derrota de Napoleó
Entre les raons de la derrota de Napoleó en la seva campanya de Rússia, les que se citen més sovint són les següents:
- Que la nació en ple va participar en la guerra i l'heroisme dels soldats i oficials russos;
- L'extensió del territori de Rússia i les dures condicions climàtiques;
- El talent del General en Cap de l'exèrcit rus Kuzútov i altres generals.

La principal raó per a la derrota de Napoleó fou l'alçament de tota la nació en defensa de la pàtria. Tal com assenyala Dominic Lieven, la guerra del poble no fou només espontània, sinó també fonamentada ideològicament "des del damunt" (fins i tot abans de la guerra). És en la unitat de l'exèrcit rus i el poble on cal buscar la font del seu poder el 1812.
La negativa de l'exèrcit rus a presentar una batalla convencional a la frontera i la retirada a l'interior dels vasts territoris de l'Imperi Rus comportà un «canvi de plans, que forçà Napoleó a seguir avançant, més enllà dels límits efectius de la seva cadena de subministraments avançar més lluny». La tenaç resistència de les tropes i generals russos i l'habilitat de Barclay de Tolly Kutúzov a preservar l'exèrcit no va permetre a Napoleó aconseguir la victòria de la guerra en una gran batalla.
A mesura que s'incrementava la distància amb el Nemen, l'exèrcit napoleònic es veié obligat a confiar cada vegada més en la recerca d'aliment, i no en el sistema preparat de magatzems avançats. En el context d'unes àmplies línies de subministrament, es feia palès el paper crucial que jugaven els indisciplinats equips de farratge francesos, format per reclutes i soldats de lleva, la mala qualitat i la resistència del poble rus a l'enemic ocultant aliments i pinsos, la lluita armada dels partisans amb els proveïdors de farratge i la intercepció dels combois enemics francesos (vegeu guerra asimètrica). La totalitat d'aquestes raons va portar al col·lapse de les tropes del sistema de subministrament francès d'aliments i farratges, i en última instància a la inanició i va convertir la major part de l'exèrcit en una multitud no apta per a l'acció, en la qual cadascun somniava només en la seva salvació individual.
En l'etapa final de la guerra, al desembre, immediatament després de la batalla del Berézina, aquest depriment escenari es va veure agreujat per unes gelades per sota de -20 °C, que desmoralitzaren totalment l'exèrcit de Napoleó. La derrota la va completar l'exèrcit rus, que, en paraules de Clausewitz, en continuar la retirada al final va conduir altre cop l'enemic a la frontera:
| « | A Rússia, pots jugar amb el teu oponent al joc del "gat i la rata" i, llavors, en continuar la retirada, pots portar altre cop l'enemic a la frontera. Aquesta forma de parlar....es reflecteix principalment en el factor espacial i els beneficis diferencials gegants que no et permeten fer el següent i simple moviment cap endavant, per ocupar un altre espai i prendre'n possessió estratègicament. | » |

## Avaluació històrica
Aquesta campanya revela que Napoleó va subestimar enormement l'abast de les dificultats que li esperaven a ell i al seu exèrcit:
- subestimació de la logística;
- subestimació de les condicions climàtiques;
- tàctica de la terra cremada dels russos, etc.

El fracàs de la campanya de Rússia el 1812 marca un sever cop a les ambicions de dominació europea de Napoleó. Com la desfeta del poder naval francès a la batalla de Trafalgar de 1805, la campanya de Rússia és un gir decisiu de les guerres napoleòniques que condueix, en última instància, a la derrota Napoleó i el seu exili a l'illa d'Elba.
Per a Rússia, el terme guerra patriòtica és un símbol d'enfortiment de la identitat nacional, que té un gran impacte en el patriotisme rus del segle xix. El resultat indirecte del moviment patriòtic dels russos és un fort desig de modernització del país que es tradueix en una sèrie de revolucions, començant per la revolta decabrista i acabant amb revolució de febrer de 1917.
Napoleó no va ser completament derrotat a Rússia. A l'any següent, va organitzar un exèrcit d'aproximadament 400.000 soldats francesos recolzats per 250.000 soldats dels països aliats dels francesos, per disputar el control d'Alemanya durantuna campanya encara més gran. No fou fins a la batalla de Leipzig (la Batalla de les Nacions, 16 a 19 d'octubre del 1813) que fou realment derrotat, però fins i tot la Batalla de França de 1814 és indecisa.
Malgrat tot, la campanya de Rússia revelà que Napoleó no era invencible. En sentir l'animal ferit i empesos pels nacionalistes prussians i els comandants russos, els nacionalistes alemanys es van aixecar a través de la Confederació del Rin i Prússia. La decisiva campanya d'Alemanya no hauria estat possible sense el missatge de la derrota russa estès per tot el món.

## Llista dels comandants de l'exèrcit rus
- Mikhaïl Kutúzov - comandant
- Mikhaïl Barclay de Tolly - Ministre de la Guerra
- Peter Wittgenstein - Comandant de l'ala dreta
- Piotr Bagration - comandant de l'ala esquerra
- Nikolai Raevski - comandant rus major
- Dmitri Dokhturov - comandant rus major
- Mikhail Miloràdovitx - comandant rus major
- Aleksandr Ivànovitx Ostermann-Tolstoi - comandant rus major
- Aleksei Iermólov - general rus
- Alexandre Michaud de Beauretour - General sard que lluità en el bàndol rus
- Mikhaïl Vorontsov - general rus
- Matvei Plàtov - Ataman dels cosacs del Don
- Aleksandr Tormàssov - Comandant en cap després de la mort de Kuzútov
- Pàvel Txitxàgov - Ministre de Marina en 1802 - comandant de l'exèrcit de Moldàvia

## En la cultura

### Obres escrites
- Lev Tolstoi, Guerra i Pau, novel·la històrica russa, 1865.
- Balzac, Adieu - drama històric, i Autre étude de femme (relat del general de Montriveau).
- Patrick Rambaud, Il neigeait - novel·la històrica.
- Armand Cabasson, Les Proies de l'officier - novel·la històrica
- Valéry Giscard d'Estaing, La Victoire de la Grande Armée, relat històric (història ficció), Perrin, 2001
- Jasper Kent, Twelve, novel·la fantàstica

### Films
- 1912: 1812 de Vassili Gontxarov, Kai Hansen i Aleksandr Uralski (pel·lícula russa).
- 1956: Guerra i pau de King Vidor amb Audrey Hepburn, Henry Fonda (Globus d'Or a la millor pel·lícula de parla no anglesa 1957)
- 1965: Guerra i pau de Serguei Bondartxuk amb ell mateix i Liudmila Savélieva en 4 films (Oscar a la millor pel·lícula de parla no anglesa 1968).